# Stjärnorps slott
Stjärnorp (äldre stavning även Stiernorp eller Stiernarp) är ett slott i Stjärnorps socken i nuvarande Linköpings kommun i Östergötland. Den gamla huvudbyggnaden förstördes i en brand 1789 och står kvar som en ruin. Numera fungerar en av flygelbyggnaderna som huvudbyggnad. 

## Historia
Stjärnorps slott uppfördes 1655–1662 (i dåvarande Vreta klosters socken) av greven och fältmarskalken Robert Douglas (1611–1662). Slottet och terrasserna ritades av Nicodemus Tessin den äldre. Enligt en sägen berättas det att när krigskamraterna och vapenbröderna Robert Douglas och Axel Lillie kom hem från Westfaliska freden, ingick de en överenskommelse att bygga sina respektive slott, Stjärnorps slott och Löfstad slott, så höga att de från översta våningen skulle kunna se och skicka hälsningssignaler till varandra. 
| ”                                                  | "Thetta Säteri ligger rätt wäl belägit utmed Sjön Roxen, 5 ottondedels mil ifrån Kyrkan, och har en ansenlig Stenhusbyggnad af 4 wåningars högd, med Torn på Wästra sidon och Altan på Taket, såsom thet ses aftagit uti Kongl. Rådets, Gref Er. Dahlbergs Svec. Ant. & Hod. Thesförutan äro här 2 Flöjel-Stenhus af 2 wåningars högd, och är ett rum uti Södra Stenhuset med Altare, Prädikstol, Orgelwerk och Lectare inredt til Hoff-Kyrka, och mitt på taket ett wackert Torn med Tim-Klocka. Uti thenna så härliga inrättada Hoff-Kyrko har, med wederbörande Herr- och Presterskaps samtycke, then längst ifrån Sokne-Kyrkan i Skogsbygden boende Allmoge, Bönder och Torpare, frihet til at hålla och bewista sin ordenteliga Gudstjenst alla Sön- och Högtidsdagar året igenom. Nyßnämnda ansenliga byggnad har Felt-Marskalken Gref Robbert Douglas låtit upföra wid paß år 1654, och är nu General-Majoren och Riddaren, Gref Wilhelm Douglas ägare theraf." | „ |
| – av Carl Fredric Broocman, i mitten av 1700-talet | |   |

Alla byggnader förstördes vid en eldsvåda den 12 maj 1789, men slottskapellet återställdes redan samma år. Även flygelbyggnaderna byggdes snart upp igen men ekonomiska medel saknades till huvudbyggnaden som fortfarande är en ruin.
När Stjärnorps socken bildades 1810 blev slottskapellet församlingskyrka.

## Ägarlängd
1. 1655–1662: Fältmarskalken greve Robert Douglas.
2. 1662-?: Roberts änka, Hedvig Douglas.
3. ?-1705: sonen Gustaf Douglas (1648–1705) Landshövding.
4. 1705-1722: Gustafs änka, Beata Margareta Stenbock.
5. 1722-1763: sonen Vilhelm Douglas, generalmajor.
6. 1763-1776: sonen Vilhelm Otto Douglas.
7. 1776-1806: sonen Carl Wilhelm Douglas. Carl Wilhelm Douglas sålde 1806 godset till:
8. 1806-1821: Olof Burenstam, brukspatron, död 1821.
9. 1821-1876: Olika släkter
10. 1876: Ludvig Douglas inköpte godset. Ludvig Douglas var sonson till Carl Wilhelm Douglas vilken 70 år tidigare sålde gården.
11. 1947-1960: sonen Archibald Douglas
12. 1960-1990: sonen Philip Douglas, som också ägde Grensholms slott. Philip Douglas gick i personlig konkurs den 17 december.
13. 1990-idag Philip Douglas bror Gustaf Douglas, inköpte gården 1990 på exekutiv auktion.[1] Idag bor Gustaf Douglas son i en av flygelbyggnaderna. År 2017 påbörjade han en stor restauration av slottsruinen för att skydda den från ytterligare vittring och förstörelse.